# Miranda Hart
Miranda Katherine Hart Dyke (Torquay, 1972. december 14. –), ismert nevén Miranda Hart angol színésznő, komikus és író. Az Academy of Live and Recorded Arts drámaiskolában végzett, majd az Edinburgh Festival Fringe-en lépett fel saját műsorával, valamint több brit szitkomban is szerepelt.
Az átütő sikert az általa írt Miranda című televíziós sorozat hozta meg számára, amelyet a BBC vetített. A szitkom Hart korábbi, a BBC 2-es rádióján 2008-ban leadott Miranda Hart's Joke Shop sorozatán alapult. A sorozat három évadot élt meg, valamint számos karácsonyi különkiadással jelentkezett 2009 és 2015 között. Hartot három Royal Television Society-díjjal, négy British Comedy Awards-díjjal jutalmazták a szerepért és négyszer jelölték BAFTA-díjra. 2012-ben a Call the Midwife című történelmi drámasorozatban kapott szerepet. 2015-ben A kém című amerikai filmben játszott először hollywoodi produkcióban.
Hart 2014-ben stand-up-turnéra indult az Egyesült Királyságban és Írországban My, What I Call, Live Show címmel, mely később DVD-n is megjelent. 2017-ben a Royal Variety Performance házigazdája volt, 105 év alatt az első nő, aki nem csak egyes részeit, de egész az eseményt vezényelte.
Hart mindemellett öt könyvet is megjelentetett.

## Gyermek- és fiatalkora
Miranda Hart a Devon megyebeli Torquayban született, édesapja David Hart Dyke, édesanyja Diana Margaret Luce. Édesapja a HMS Coventry romboló kapitánya volt, és súlyosan megégett, amikor az argentinok elsüllyesztették a rombolót az 1982-es Falkland-szigeteki háborúban. Mirandának egy húga van, Alice Louisa Hart Dyk (1975).
Hart a Hampshire-beli Petersfieldben nőtt fel. A thatchami Downe House-ba, egy bentlakásos lányiskolába járt, ahol Clare Balding műsorvezető volt az osztálytársa, valamint az iskola diákelnöke. A University of the West of England egyetemen politikatudományból diplomázott. Ezt követően az Academy of Live and Recorded Arts intézményben színészetet tanult.
Hart arisztokrata felmenőkkel rendelkezik, bár ezt nem szereti hangoztatni, mert nem tartja magát felsőbb-osztálybelinek. Hozzátette, hogy családfáját a 12. századig lehet visszavezetni, és hogy nagynénje és nagybátyja (Sarah és Guy Hart Dyke) egy olyan kastélyban élnek, amit nem tudnak fenntartani. Miranda Hart Diána walesi hercegné távoli rokona (Diána negyedik unokatestvérének unokája).

## Pályafutása

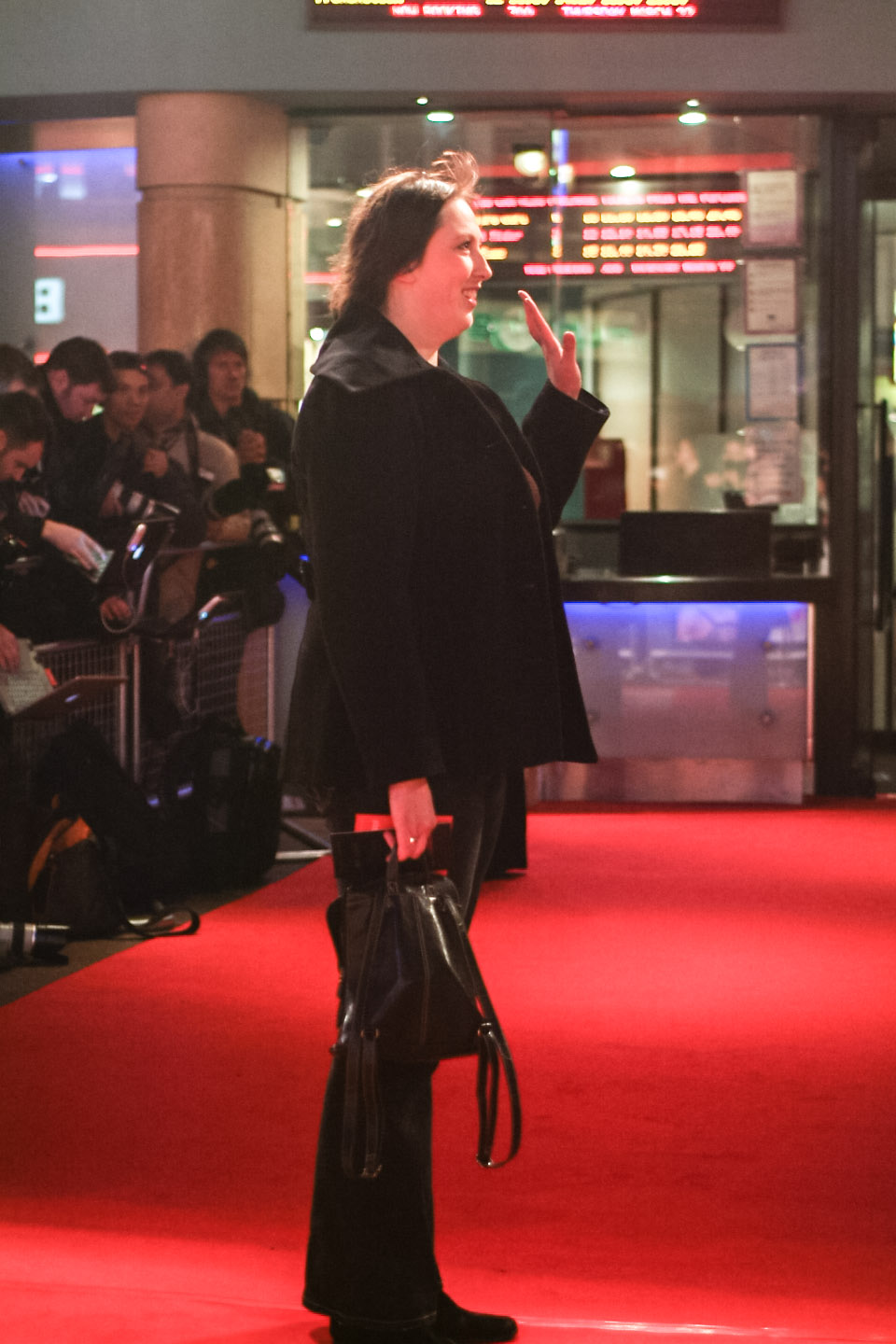
Hart a Cukrosnéni londoni premierjén 2007-ben

2004-ben Hart a BBC-nél jelentkezett egy ötletével, a próbaolvasáson az Absolutely Fabulous írója és főszereplője, Jennifer Saunders is részt vett. Saunders „bődületesen viccesnek” találta, és hamarosan elindult a BBC 2 rádión Hart saját műsora, a Miranda Hart's Joke Shop. 2009-ben hasonló alaptörténettel kezdte el vetíteni a BBC a televíziós változatot, Miranda címmel. A sorozat országos hírnevet szerzett Hartnak, és alakítását számos díjjal is jutalmazták.
Saját sorozata előtt számos szitkomban szerepelt, apróbb szerepekben. A Not Going Outban először csak egy rövid epizódszerepet kapott, azonban a producereket annyira meggyőzte az alakítása, hogy állandó szerepet kapott a sorozatban, egy szarkasztikus, ügyetlen takarítónőt alakított.
2012-ben a Call the Midwife című történelmi sorozatban játszott. 2015-ben A kém című amerikai filmben szerepelt, melyet Budapesten forgattak.
2017-ben az Annie című musicalben Miss Hannigant alakította a West End színházban.

## Filmográfia
| Év        | Cím                               | Szerep                                        | Megjegyzés                                          |
| --------- | --------------------------------- | --------------------------------------------- | --------------------------------------------------- |
| 2001      | Smack the Pony                    | több szereplő                                 | 3. évad, 3 epizód                                   |
| 2004      | William and Mary                  | Penelope                                      | 2. évad, 4. epizód                                  |
| 2004      | Mothers & Daughters               | Kate                                          | játékfilm                                           |
| 2004      | Absolutely Fabulous               | Yoko                                          | karácsonyi különkiadás, White Box                   |
| 2004–07   | Stupid!                           | több szereplő                                 | két évad                                            |
| 2005      | A Dibley-i lelkész                | Suzie                                         | Újévi különkiadás: Happy New Year                   |
| 2005      | Man Stroke Woman                  | vásárló                                       | 1. évad, 5. epizód                                  |
| 2005      | Nighty Night                      | Beth                                          | 2. évad, 4 epizód                                   |
| 2005      | Családom és egyéb állatfajták     | Jonquil                                       | tévéfilm                                            |
| 2005–06   | Comedy Lab                        | több szereplő                                 | 2 epizód: Speeding, Slap                            |
| 2006      | Don't Even Think It!              | Ginny Singleton                               | rövidfilm                                           |
| 2006      | Lead Balloon                      | Maureen                                       | 1. évad, 1. epizód: Rubbish                         |
| 2007      | 12 in a Box                       | Rachel                                        | játékfilm                                           |
| 2007      | Rush Hour                         | gyalogosirányító                              | első évad                                           |
| 2007      | Cukrosnéni                        | recepciós                                     | játékfilm                                           |
| 2007      | Roman's Empire                    | szereposztó rendező                           | 1. évad, 5. rész                                    |
| 2007      | Magicians                         | banki beosztott                               | játékfilm                                           |
| 2006–07   | Hyperdrive                        | Teal                                          | 1. és 2. évad, 12 epizód                            |
| 2007      | World of Wrestling                | Klondyke                                      | rövidfilm                                           |
| 2007      | Angelo's                          | Shelley                                       | 1. évad, 6 epizód                                   |
| 2007      | The Everglades                    |                                               | televíziós rövidfilm                                |
| 2008      | Tales of the River Bank           | Miss Much                                     | játékfilm (csak DVD-n)                              |
| 2008      | Hotel Trubble                     | Mrs. Lily Lemon                               | 1. évad, 4. epizód: Tall Tales                      |
| 2009      | French and Saunders' Mamma Mia!   | Phyllida Lloyd                                | Red Nose Day 2009                                   |
| 2009      | Monday Monday                     | Tall Karen                                    | 1. évad, 7 epizód                                   |
| 2006–09   | Not Going Out                     | akupunktőr / Barbara                          | 1–3 évad, 17 epizód                                 |
| 2009      | A Very British Cult               | Joyce                                         | rövidfilm                                           |
| 2010      | The Infidel                       | Mrs. Keyes                                    | játékfilm                                           |
| 2010      | The One Ronnie                    | cukrászdatulajdonos / templomi bizottsági tag | karácsonyi televíziós különkiadás                   |
| 2011      | The Itch of the Golden Nit        | Julie (hang)                                  | rövidfilm                                           |
| 2013      | Gangsta Granny                    | Linda                                         | tévéfilm                                            |
| 2009–15   | Miranda                           | Miranda Preston                               | három évad, két különkiadás, 20 epizód (íróként is) |
| 2012–2015 | Call the Midwife                  | Chummy Browne (később Noakes)                 | 22 epizód                                           |
| 2015      | A kém                             | Nancy B. Artingstall                          | játékfilm                                           |
| 2016      | Alan Carr's 12 Stars of Christmas | önmaga                                        |                                                     |
| 2016      | Miranda: Morecambe & Wise and Me  | házigazda                                     | televíziós különkiadás                              |
| 2017      | Comic Relief                      | önmaga                                        |                                                     |
| 2020      | Emma                              | Miss Bates                                    |                                                     |
|           | The Canterville Ghost             | The Ghost Catcher                             | hang                                                |

## Turnéi
| 2014. február 1.               | Sydney      | Ausztrália     | Seymour Centre                   |
| 2014. február 2.               | Sydney      | Ausztrália     | Seymour Centre                   |
| 2014. február 10.              | Melbourne   | Ausztrália     | Melbourne Athenaeum              |
| 2014. február 11.              | Melbourne   | Ausztrália     | Melbourne Athenaeum              |
| 2014. február 12.              | Melbourne   | Ausztrália     | Melbourne Athenaeum              |
| Egyesült királyság és Írország |             |                |                                  |
| 2014. február 28.              | Bournemouth | Anglia         | Bournemouth International Centre |
| 2014. március 1.               | Bournemouth | Anglia         | Bournemouth International Centre |
| 2014. március 2.               | Bournemouth | Anglia         | Bournemouth International Centre |
| 2014. március 4.               | Plymouth    | Anglia         | Plymouth Pavilions               |
| 2014. március 5.               | Plymouth    | Anglia         | Plymouth Pavilions               |
| 2014. március 6.               | Nottingham  | Anglia         | Capital FM Arena                 |
| 2014. március 7.               | Nottingham  | Anglia         | Capital FM Arena                 |
| 2014. március 8.               | Nottingham  | Anglia         | Capital FM Arena                 |
| 2014. március 10.              | Cardiff     | Wales          | Motorpoint Arena Cardiff         |
| 2014. március 11.              | Cardiff     | Wales          | Motorpoint Arena Cardiff         |
| 2014. március 12.              | London      | Anglia         | O2 Aréna                         |
| 2014. március 13.              | London      | Anglia         | O2 Aréna                         |
| 2014. március 14.              | Manchester  | Anglia         | Manchester Aréna                 |
| 2014. március 15.              | Manchester  | Anglia         | Manchester Aréna                 |
| 2014. március 17.              | Glasgow     | Skócia         | The Hydro                        |
| 2014. március 18.              | Glasgow     | Skócia         | The Hydro                        |
| 2014. március 19.              | Newcastle   | Anglia         | Metro Radio Arena                |
| 2014. március 20.              | Newcastle   | Anglia         | Metro Radio Arena                |
| 2014. március 21.              | Leeds       | Anglia         | First Direct Arena               |
| 2014. március 23.              | Leeds       | Anglia         | First Direct Arena               |
| 2014. március 24.              | Liverpool   | Anglia         | Echo Arena Liverpool             |
| 2014. március 25.              | Liverpool   | Anglia         | Echo Arena Liverpool             |
| 2014. március 28.              | Belfast     | Észak-Írország | Odyssey Arena                    |
| 2014. március 29.              | Dublin      | Írország       | The O2                           |
| 2014. április 1.               | Brighton    | Anglia         | Brighton Centre                  |
| 2014. április 2.               | Brighton    | Anglia         | Brighton Centre                  |
| 2014. április 5.               | Sheffield   | Anglia         | Motorpoint Arena Sheffield       |
| 2014. április 6.               | Sheffield   | Anglia         | Motorpoint Arena Sheffield       |
| 2014. április 8.               | Birmingham  | Anglia         | National Indoor Arena            |
| 2014. április 9.               | Birmingham  | Anglia         | National Indoor Arena            |
| 2014. április 10.              | Birmingham  | Anglia         | National Indoor Arena            |
| 2014. április 11.              | London      | Anglia         | O2 Aréna                         |
| 2014. április 12.              | London      | Anglia         | O2 Aréna                         |
| 2014. október 10.              | London      | Anglia         | Wembley Aréna                    |
| 2014. október 11.              | London      | Anglia         | Wembley Aréna                    |
| 2014. október 15.              | Cardiff     | Wales          | Motorpoint Arena                 |
| 2014. október 18.              | Cardiff     | Wales          | Motorpoint Arena                 |

## Könyvei
- Is It Just Me?. London: Hodder & Stoughton (2012. március 25.). ISBN 978-1-44-473414-0. OCLC 884722084
- The Best of Miranda: Favourite Episodes Plus Added Treats - Such Fun!. London: Hodder & Stoughton (2014. március 25.). ISBN 9781444799354. OCLC 887937305
- Peggy and Me. Hodder & Stoughton (2016. március 25.). ISBN 978-1-44-476913-5. OCLC 908706052
- Miranda Hart's Daily Dose of Such Fun!. Hodder Paperbacks (2017). ISBN 978-1473656451
- The Girl with the Lost Smile. Hodder Children's Books (2017). ISBN 978-1444941364

## Fordítás
- Ez a szócikk részben vagy egészben  a   Miranda Hart című angol Wikipédia-szócikk ezen változatának fordításán alapul.  Az eredeti cikk szerkesztőit annak laptörténete sorolja fel. Ez a jelzés csupán a megfogalmazás eredetét és a szerzői jogokat jelzi, nem szolgál a cikkben szereplő információk forrásmegjelöléseként.

## További információ
- Hivatalos oldal
- Miranda Hart a Facebookon
- Miranda Hart a PORT.hu-n (magyarul)
- Miranda Hart az Internetes Szinkronadatbázisban (magyarul)
- Miranda Hart az Internet Movie Database-ben (angolul)
- Miranda Hart a Rotten Tomatoeson (angolul)